# Protestantyzm na Saint Kitts i Nevis
Protestantyzm na Saint Kitts i Nevis w 2010 roku posiadał ponad 35 tysięcy wyznawców co stanowiło 84,1% populacji. Największymi wyznaniami są: metodyzm/ruch uświęceniowy (21%), anglikanizm (20,6%) i ruch zielonoświątkowy (7,8%). Wyznawcy protestantyzmu stanowią w tym kraju największy odsetek przed katolicyzmem (7,6%) i osobami niereligijnymi (5,7%).
Największe wspólnoty protestanckie na Saint Kitts i Nevis, w 2000 i 2010 roku, według Operation World:
| Kościół                           | Liczba wiernych (2000) w tys. | Liczba wiernych (2010) w tys. | Procent ludności |
| Kościół Anglikański               | 10                            | 10,8                          | 20,6%            |
| Kościół Metodystyczny             | 9,5                           | 9,0                           | 17,2%            |
| Bracia morawscy                   | 2,8                           | 2,45                          | 4,7%             |
| Kościół Adwentystów Dnia Siódmego | 1,7                           | 2,3                           | 4,4%             |
| Kościół Bożych Proroctw           | 1,75                          | 2,1                           | 4,0%             |
| Kościół Wesleyański (metodyzm)    | 0,95                          | 1,47                          | 2,8%             |
| Kościół Boży (Cleveland)          | 0,8                           | 1,44                          | 2,7%             |
| Konwencja Baptystyczna (baptyzm)  | 1,12                          | 1,24                          | 2,4%             |
| Kościół Boży (Anderson)           | 0,4                           | 0,56                          | 1,1%             |
| Bracia plymuccy                   | 0,45                          | 0,512                         | 1,0%             |